# Robert Peel (3e baronnet)
Pour les articles homonymes, voir Peel.
Robert Peel (4 mai 1822-9 mai 1895) est un homme politique britannique député Peelite, libéral et en 1884-1886 conservateur.
Fils aîné du premier ministre Robert Peel, il fait ses études à Harrow et Christ Church, à Oxford, et entre au service diplomatique en 1844. Il est co-député de Tamworth, la circonscription de son père, de 1850 à 1880, de Huntingdon en 1884 et de Blackburn de 1885 à 1886. Il est nommé Secrétaire en chef pour l'Irlande en 1861 au ministère de Palmerston, mais en 1865, sous Russell, il est remplacé par Chichester Fortescue. Il est nommé GCB en 1866.

## Jeunesse et formation
Né à Londres le 4 mai 1822, il est le fils aîné de Sir Robert Peel, 2e baronnet, l'homme d'État, et de Julia, fille de Sir John Floyd, 1er baronnet. Il est allé à Harrow en février 1835. Il entre à Christ Church, Oxford le 26 mai 1841, mais n'a pas obtenu de diplôme .

## Carrière diplomatique
Entré au service diplomatique, il devient attaché de la légation britannique à Madrid le 18 juin 1844. Il est promu secrétaire de légation en Suisse le 2 mai 1846, et y est chargé d'affaires en novembre 1846. À la mort de son père, le 2 juillet 1850, il devient baronnet et démissionne de ses fonctions à Berne .

## Carrière politique
Il est élu à la Chambre des communes en tant que député libéral-conservateur (c'est-à-dire l'un des Peelites) de l'ancienne circonscription de son père, Tamworth, le 19 juillet 1850 . Il a une belle présence et une gaieté de manières, est populaire dans la vie sociale et a des talents oratoires mais son caractère instable et une incapacité à accepter une ligne politique fixe, l'empêchent de faire une grande carrière.
Le 24 avril 1854, il fait naufrage au large de Gênes à bord du SS Ercolano, et n'a la vie sauve qu'en nageant à terre sur une partie de l'épave . Du 29 mars 1854 à 1859, il sert comme capitaine dans le Staffordshire Yeomanry. En mars 1855, Lord Palmerston, qui a été secrétaire d'État aux Affaires étrangères pendant que Peel était au service diplomatique, le nomme lord civil subalterne de l'Amirauté. Désormais, il est considéré comme un libéral.
En juillet 1856, il est secrétaire de la mission spéciale de Lord Granville en Russie lors du couronnement d'Alexandre II. Le 5 janvier 1857, au cours d'une conférence prononcée à l'ouverture de la nouvelle bibliothèque d'Adderley Park, près de Birmingham, il parle avec discourtoisie de la cour russe et des fonctionnaires de la cour. La conférence, sévèrement commentée par la presse russe et française, fait l'objet d'un débat parlementaire et cause un grand agacement à la cour anglaise .
Néanmoins, au retour au pouvoir de Palmerston, il nomme Peel, le 26 juillet 1861, comme secrétaire en chef pour l'Irlande et conseiller privé. Dans cette position, sa bonne humeur insouciante plait aux Irlandais et au Premier ministre, et il croit presque avoir résolu la question irlandaise en faisant des excursions incognito à travers le pays en voiture de promenade et en interviewant les paysans. Ses discours sont très optimistes; mais, avant que sa connexion avec le château ne prenne fin, le fénianisme atteint son apogée. Les débats irlandais sont plus amers, et ses réponses et discours au parlement manquent de discrétion et ne sont pas de nature à promouvoir la paix. En février 1862, il reçoit une contestation de l'O'Donoghue, mais l'affaire est portée devant les communes le 25 février. Bien qu'il s'intéresse chaleureusement à certaines questions irlandaises, en particulier à l'enseignement supérieur, qu'il aide par une belle contribution aux Queen's Colleges fondés par son père, sa carrière en Irlande est un échec. Lorsque le gouvernement libéral est reconstitué, après la mort de Lord Palmerston, par Lord John Russell, à qui les échecs de Peel sont particulièrement odieux, son poste est donné à Chichester Fortescue et il ne reprend plus de fonctions. Le 5 janvier 1866, il est créé GCB.
Il continue à siéger pour Tamworth en tant que libéral, mais il critique souvent sévèrement la politique de Gladstone. En 1871, il donne une preuve remarquable de son éloquence en décrivant à la Chambre la déroute, dont il a lui-même été témoin, de l'armée française du général Bourbaki, et sa fuite au-dessus de la frontière suisse au cœur de l'hiver pendant la guerre franco-prussienne . En 1874, il se définit une seconde fois comme libéral-conservateur; et quand la question de l'Est, pendant l'administration de Benjamin Disraeli, est évoquée, il se sépare complètement des partisans de Gladstone. Il ne se représente pas pour Tamworth aux élections générales de 1880, mais se présente sans succès à Gravesend, un siège conservateur. Dans le Times du 8 mai 1880, il publie une lettre dans laquelle il raconte les offres de divers gouvernements d'honneurs et de charges qu'il a refusées. Le 21 mars 1884, il est réélu comme député conservateur de Huntingdon. Lorsque cet arrondissement est privé de ses droits, il est, en novembre 1885, réélu pour Blackburn.
Lors de la division critique de la deuxième lecture du projet de loi sur l'autonomie irlandaise, le 7 juin 1886, il s'est abstenu de voter . Aux élections générales de juillet suivant, Peel se présente dans les Burghs d'Inverness pour le parti libéral contre un unioniste libéral qui a rompu avec son parti sur la question du Home Rule. Peel échoue. Par la suite, avec une impétuosité caractéristique, il se jette dans l'agitation politique en faveur des revendications irlandaises, et lors d'une élection partielle en 1889, il est candidat libéral pour Brighton, prônant le gouvernement intérieur irlandais .

## Course de chevaux
À partir de 1856 environ, il se livre à des courses sous le nom de MF Robinson; et plus tard a un établissement à Bonehill, près de Tamworth, où il élève des chevaux .

## Fin de carrière
Il vend la collection de son père comprenant 77 peintures et 18 dessins, dont Chapeau de Poil de Rubens, vendu à la National Gallery en mars 1871 . Selon les grands propriétaires fonciers de Grande-Bretagne et d'Irlande (1883)  il possédait 9923 acres à travers le Staffordshire, le Warwickshire et le Lancashire touchant un loyer annuel de 24532 £. Cependant, sa situation privée se dégrade, avec une extravagance imprudente et une rupture avec sa femme, qui l'amènent à quitter Drayton Manor, dans le Staffordshire . Sa dernière apparition publique a lieu la semaine avant sa mort, à St James's Hall pour protester contre les atrocités en Arménie . Le Times écrit sa nécrologie pour inclure une déclaration selon laquelle sa mort "n'a laissé aucun vide dans la vie publique anglaise ... sa carrière s'est terminée dans la déception et la futilité".

## Famille
Il épouse Lady Emily Hay, septième fille de George Hay (8e marquis de Tweeddale), le 13 janvier 1856  Les filles jumelles Gwendolin Cecilia et Agnes Helen (1860-1964) sont nées en 1860, suivies de Victoria Alexandrina Julia (1865-1935), Robert (1867-1925) et Evelyn Emily (1869-1960) . Le 9 mai 1895, âgé de 73 ans, Peel meurt d'une hémorragie cérébrale. Il est retrouvé mort dans sa chambre au 12 Stratton Street, à Londres. Son valet a dû entrer dans sa chambre par une fenêtre et a convoqué son médecin de Harley Street . Il est enterré à l'église anglicane de Drayton Bassett le 16 mai. Son fils Robert lui succède comme baronnet et il laisse trois filles. Lady Peel est décédée en avril 1924 à Florence à l'âge de 88 ans.